# Fudbalski Klub Škendija 2015-2016
Questa voce raccoglie le informazioni riguardanti il Fudbalski Klub Škendija nelle competizioni ufficiali della stagione 2015-2016.

## Rosa
Aggiornata al 31 gennaio 2016.
| N. |                               | Ruolo | Calciatore               |
| -- | ----------------------------- | ----- | ------------------------ |
| 1  | Macedonia del Nord (bandiera) | P     | Kostadin Zahov           |
| 4  | Macedonia del Nord (bandiera) | D     | Egzon Bejtulai           |
| 5  | Macedonia del Nord (bandiera) | C     | Armend Alimi             |
| 6  | Macedonia del Nord (bandiera) | D     | Ardian Cuculi            |
| 7  | Macedonia del Nord (bandiera) | A     | Besart Ibraimi           |
| 8  | Macedonia del Nord (bandiera) | C     | Ennur Totre              |
| 10 | Macedonia del Nord (bandiera) | C     | Ferhan Hasani (capitano) |
| 11 | Macedonia del Nord (bandiera) | C     | Nderim Nedzipi           |
| 12 | Macedonia del Nord (bandiera) | P     | Marko Jovanovski         |
| 14 | Macedonia del Nord (bandiera) | A     | Marjan Radeski           |
| 18 | Brasile (bandiera)            | A     | Stênio Júnior            |

| N. |                                 | Ruolo | Calciatore                     |
| -- | ------------------------------- | ----- | ------------------------------ |
| 20 | Brasile (bandiera)              | C     | Victor Juffo                   |
| 23 | Macedonia del Nord (bandiera)   | C     | Besir Demiri                   |
| 28 | Brasile (bandiera)              | D     | Carlinho Rech                  |
| 29 | Macedonia del Nord (bandiera)   | A     | Shpend Asani                   |
| 30 | Macedonia del Nord (bandiera)   | P     | Besir Nuhi                     |
| 33 | Macedonia del Nord (bandiera)   | D     | Artim Položani (vice-capitano) |
| 55 | Bosnia ed Erzegovina (bandiera) | D     | Alem Merajić                   |
| 77 | Macedonia del Nord (bandiera)   | D     | Blagoja Todorovski             |
| 79 | Macedonia del Nord (bandiera)   | D     | Sedat Berisha                  |
| 88 | Germania (bandiera)             | C     | Stephan Vujčić                 |
| 95 | Bosnia ed Erzegovina (bandiera) | C     | Ervin Jusufović                |